# Kersenmadonna
De Kersenmadonna (Duits: Kirschenmadonna) is een schilderij van Titiaan dat hij omstreeks 1516-18 maakte. Het maakte deel uit van de beroemde verzameling van aartshertog Leopold Willem en kwam later in het Kunsthistorisches Museum in Wenen terecht.

## Voorstelling
Jezus staat in een gedraaide houding op een borstwering en biedt zijn moeder kersen en frambozen aan. De rode kleur van de vruchten is een verwijzing naar de erfzonde en het lijden Christus. Rechts leunt Johannes de Doper naar voren en biedt kersen met een fijn wit bloemetje aan. Zijn harige jasje is een verwijzing naar de ascetische kleding die hij later zou dragen. Een rood met goud damasten gordijn vormt de achtergrond voor dit tafereel. De heiligen Jozef en Zacharias, de vaders van de kinderen, sluiten de zijkanten af.
Net als in de Zigeunermadonna zijn Maria en haar zoon in een driehoekige compositie geplaatst. Dit symboliseert eeuwigheid, legitimiteit en harmonie. Jozef en Zacharias die naast hen staan, brengen balans in de compositie. Jozefs staf benadrukt de diagonale beweging van Johannes, terwijl Jezus door de andere kant op te bewegen tegenwicht biedt.
Dit werk lijkt veel op de bekende schilderijen van Bellini van de madonna met kind. De personen op de voorgrond en het gordijn achter Maria zijn vergelijkbaar. De figuren bewegen hier echter vrijer en zien er levensechter uit, vooral Jozef en Zacharias. Ze hebben ook een levendige en intieme interactie. Daarnaast valt Titiaans gebruik van heldere en volle kleuren op.
De jonge Johannes houdt een rol vast met het opschrift "ECCE AGNVS DEI" ("Zie het lam Gods"). Op Albrecht Dürers Madonna van de Sijs, uitgevoerd in Venetië in 1506, biedt Joahnnes in een vergelijkbare pose lelietjes-van-dalen aan. Het ongewoon gedetailleerde realisme waarmee Zacharias is weergegeven, duidt ook op de invloed van de Duitse schilder.
Het schilderij is een aantal keer gerestaureerd. Daarbij is ontdekt dat Titiaan nagenoeg zonder voorbereidende schets heeft gewerkt. Jozef en Zacharias zijn waarschijnlijk pas later toegevoegd.

## Herkomst
David Teniers de Jonge maakte in 1659 en 1673 de catalogus Theatrum Pictorium van de kunstcollectie van aartshertog Leopold Willem. In beide edities was de Kersenmadonna opgenomen. Ook op de schilderijen die Teniers maakte van de kunstcollectie van de aartshertog is Titiaans schilderij te zien.

## Afbeeldingen

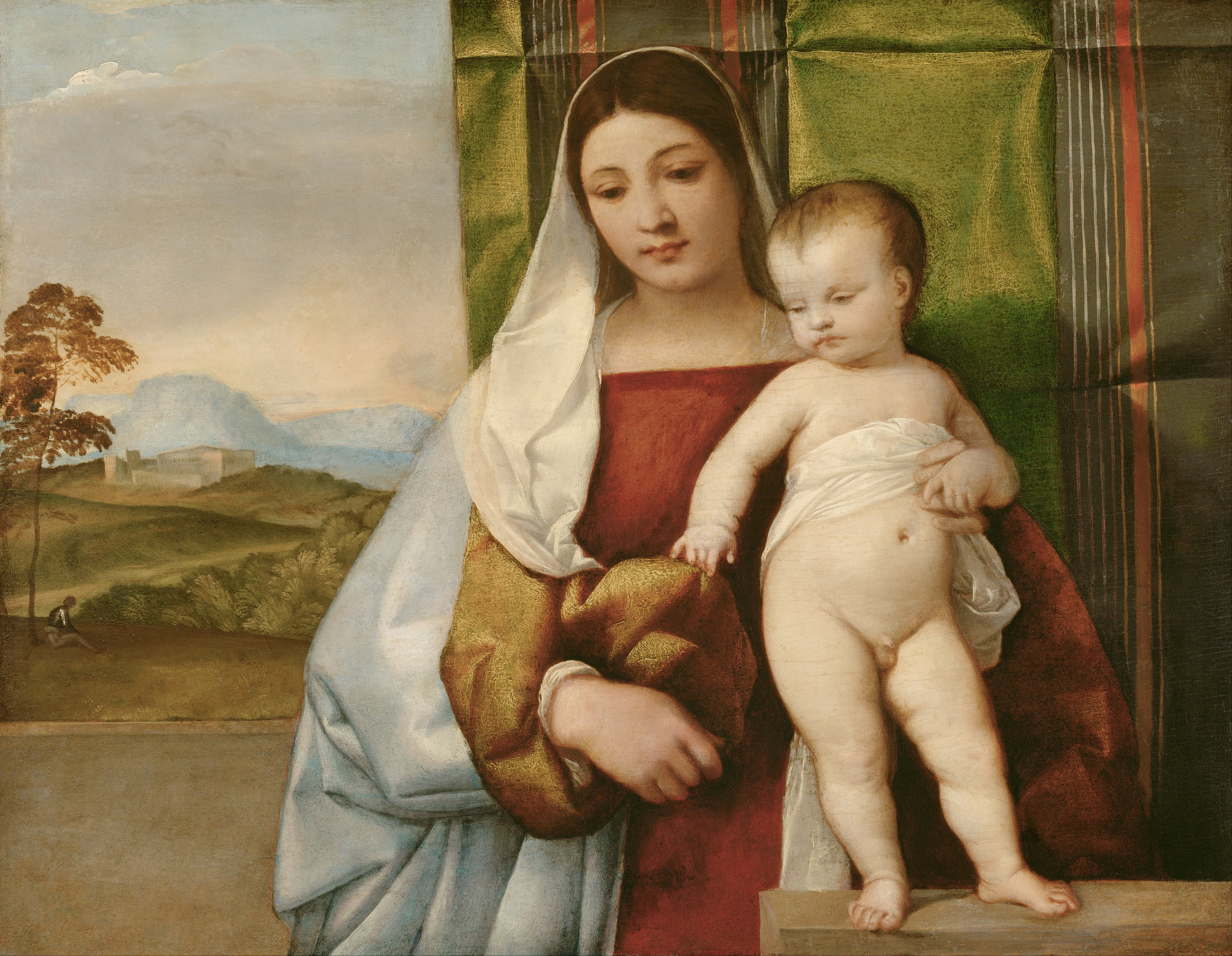
Zigeunermadonna
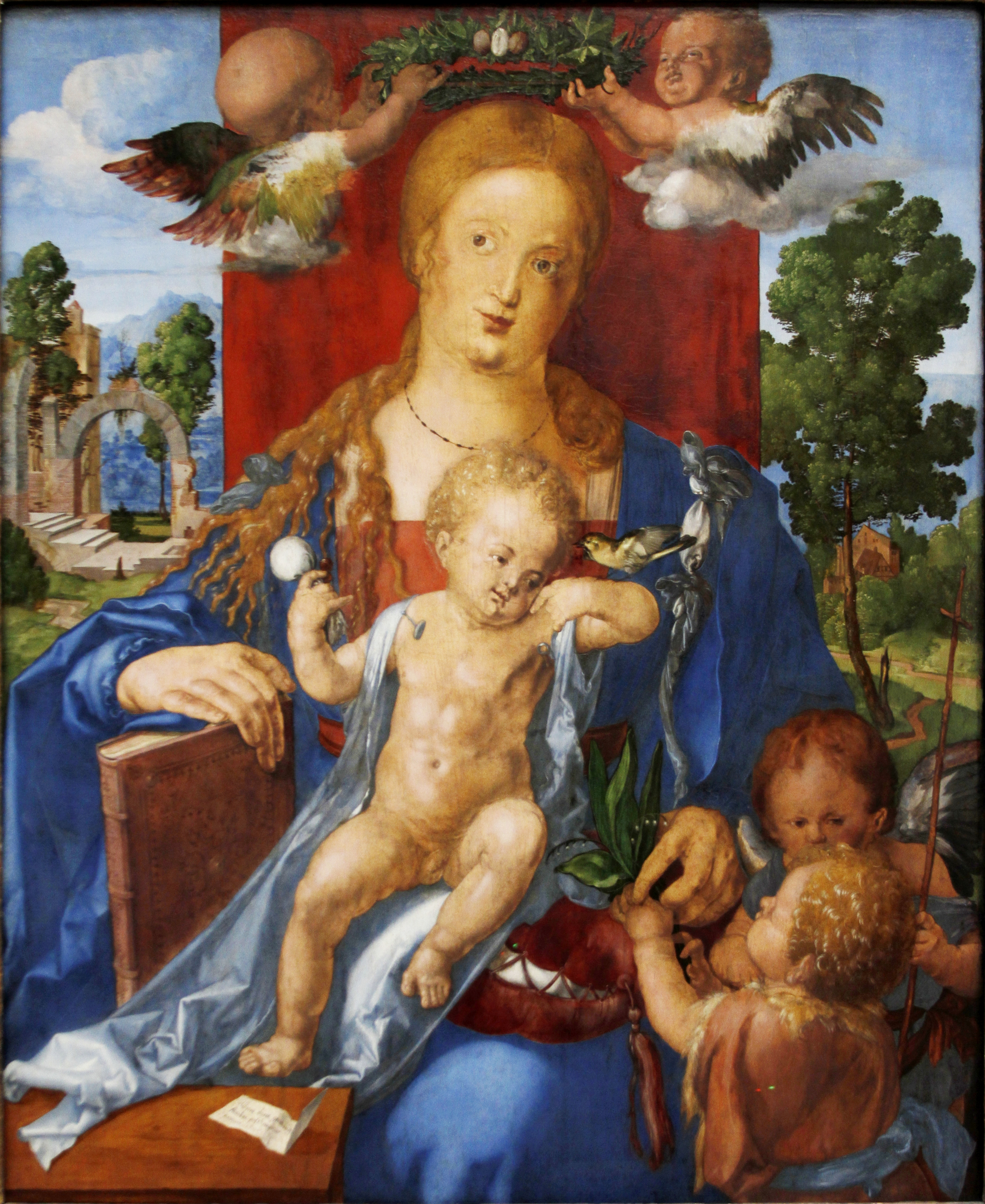
Madonna van de sijs - Albrecht Dürer
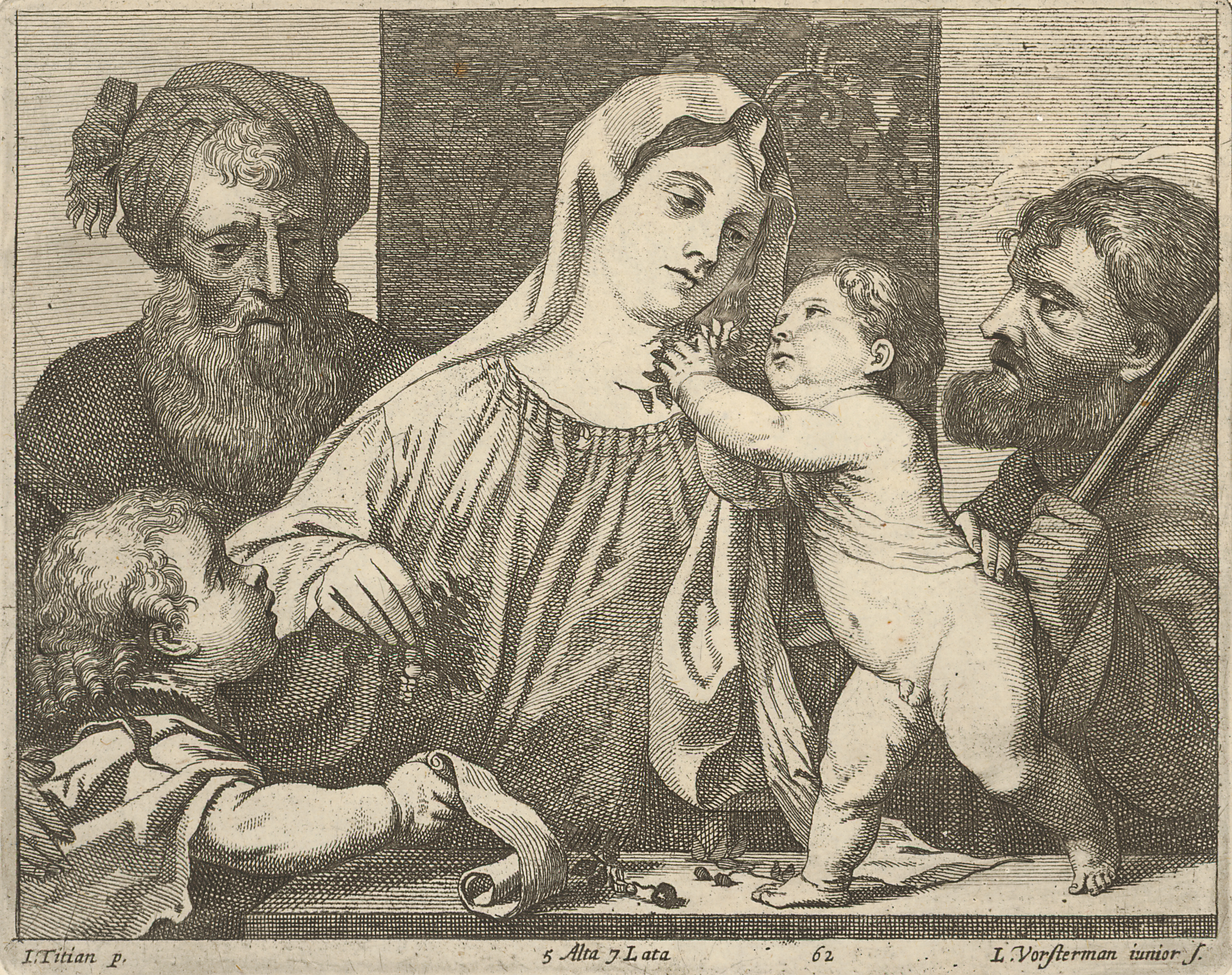
Gravure van Lucas Vorsterman naar Theatrum Pictorium
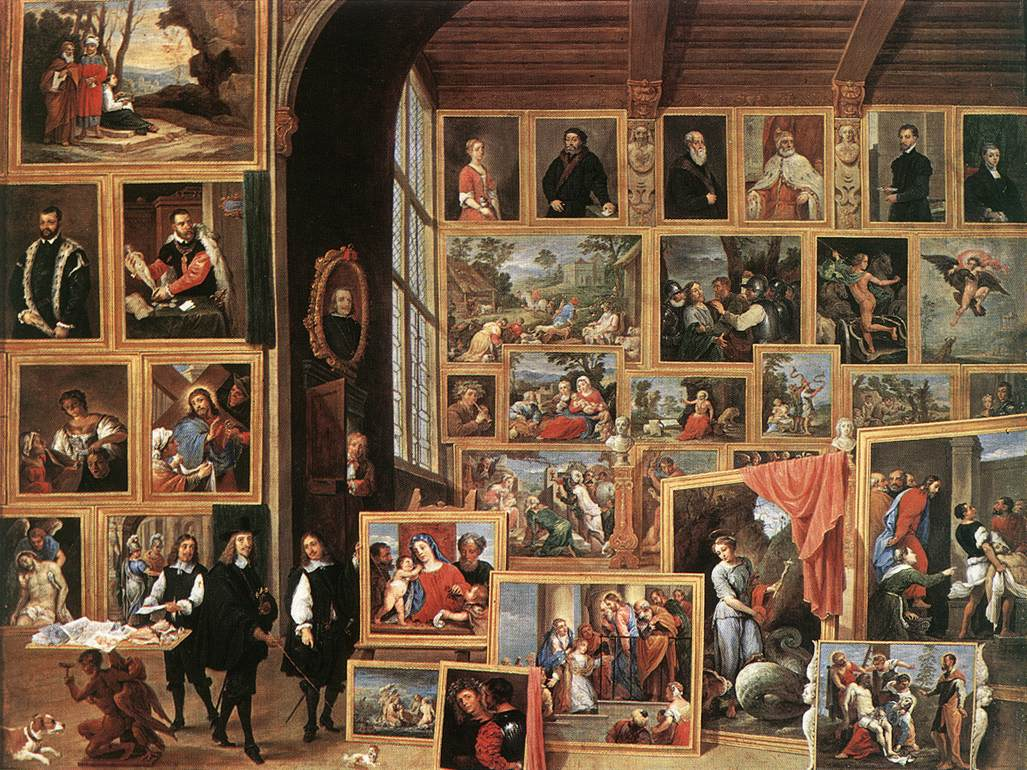
De schilderijenverzameling van Aartshertog Leopold Willem - David Teniers de Jonge (1640)
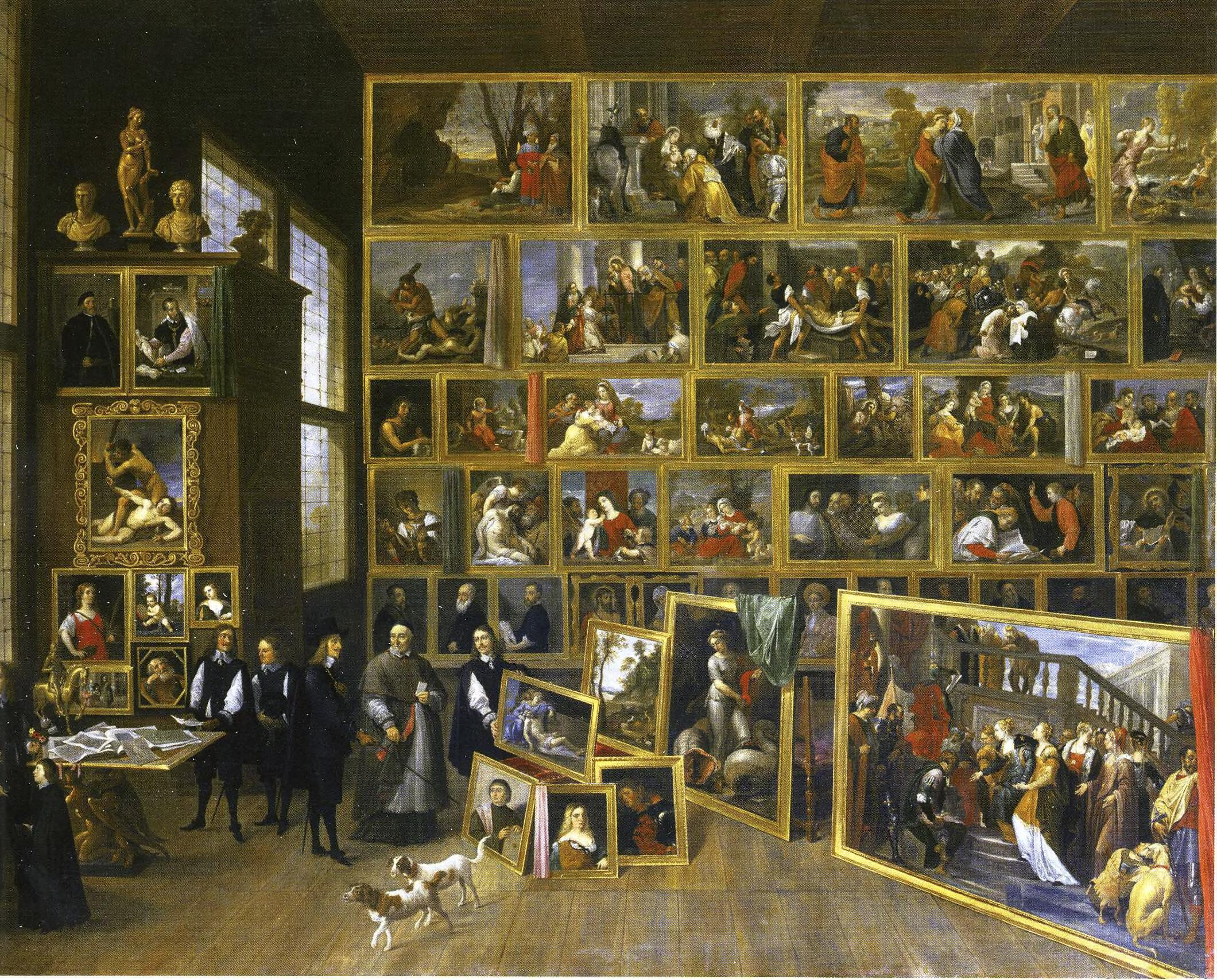
Aartshertog Leopold Wilhelm met Antonius Triest in zijn Brusselse schilderijengalerij - David Teniers de Jonge (1651)